# Markus Wasmeier
Markus Wasmeier född 9 september 1963 i Schliersee är en tysk tidigare alpin skidåkare. 
Wasmeier vann totalt 9 världscupsegrar i sin karriär. Vid VM i Bormio 1985 tog han överraskande guld i storslalom. Hans största segrar var vid OS i Lillehammer då han vann guld i storslalom och super G. Dessa segrar gav honom priset som årets idrottsman i Tyskland. Efter OS i Lillehammer avslutade han sin karriär.